# Drosophila synthetica

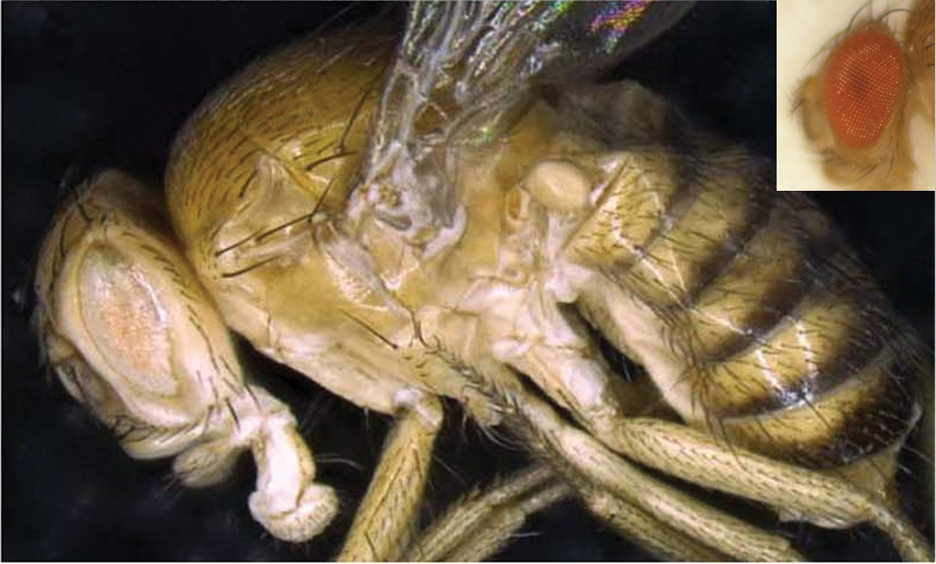
Drosophila synthetica (groß) mit einem Foto von D. melanogaster (klein) zum Vergleich. Die Augen sind verkleinert und verfügen nicht über rote Pigmente.

Drosophila synthetica bezeichnet eine genetisch manipulierte Population der Schwarzbäuchigen Taufliege (Drosophila melanogaster). Diese Population wurde unter Laborbedingungen dahingehend verändert, dass sie sich morphologisch und genetisch stark genug von D. melanogaster unterscheidet, um als eigene Art anerkannt zu werden. D. synthetica weist weiße, verkleinerte Augen und stärker geäderte Flügel als D. melanogaster auf. Die Population wurde erstmals 2012 durch den Schweizer Zellbiologen Eduardo Moreno beschrieben.

## Merkmale
D. synthetica ähnelt morphologisch D. melanogaster. Die Augen sind jedoch verkleinert und weisen im Gegensatz zu D. melanogaster keine roten Pigmente auf, was zur Blindheit führt. Die Flügel von D. synthetica weisen gegenüber ihrer Mutterart zusätzliche Lateraladern auf.

## Fortpflanzung
D.-synthetica-Taufliegen sind untereinander fertil und können fruchtbare, lebensfähige Nachkommen zeugen. Dagegen entspringen der Paarung von D. synthetica und D. melanogaster zwar Eier und Larven, letztere sterben aber während der Verpuppung ab und sind nicht in der Lage, sich zu Imagines zu entwickeln. Damit ist die Population von D. synthetica reproduktionsbiologisch von D. melanogaster sowie allen anderen Arten isoliert.

## Systematik
D. synthetica erfüllt alle Voraussetzungen, um als eigene Art anerkannt zu werden: Sie ist genetisch und morphologisch von allen anderen Arten unterscheidbar und nicht mit ihnen kreuzbar. Der Züchter der Fliegen, der Schweizer Zellbiologe Eduardo Moreno, schlug deshalb vor, sie als „synthetische Art“ zu behandeln und als solche „natürlichen Arten“ gegenüberzustellen. Seine Originalpublikation im Fachjournal PLOS ONE von 2012 enthält allerdings keine formale Beschreibung als neue Art, lediglich eine knappe Auflistung morphologischer und genetischer Besonderheiten. Einen Holotyp, Körpermaße oder eine taxonomische Einordnung gab Moreno nicht an. D. synthetica sind die ersten tierischen Organismen, die sich sicher von ihrer Mutterart isoliert reproduzieren und bei denen die für diese Isolation nötigen Gene bekannt sind.